# 일본인
일본인(日本人, にほんじん, にっぽんじん)은 일본 국적을 가진 사람, 야마토 민족의 혈통을 가진 사람, 역사적으로 일본 열도에 거주했던 인류 등을 지칭하는 용어가 될 수 있다. 실제로 일본에서는 명확한 기준이 존재하는 게 아니라, 때에 따라 범주가 변한다. 다만 일본인은 그 민족 구성이 야마토 민족을 중심으로 단일민족에 가까워 인구의 절대다수를 차지하는 야마토 민족이 곧 일본인이라는 뜻으로 통용될 때가 많다. 일본 법률상 공식 공용어는 결정되어 있지 않지만, 대부분 야마토 민족의 일본어를 사용한다.
일본인은 크게 국가적 분류와 민족적 분류로 나뉘어 판단된다.
- 국가적 분류：일본 국적을 가지는 사람. 일본 국민.
- 민족적 분류：일본의 문화, 언어(일본어), 역사, 혈통 등을 공유하는 사람.

일본에서는 위의 두 분류가 섞여 사용되는 일이 많다.

## 전통 생활양식

### 주거
다타미(일본어: 畳)
일본 전통 가옥의 마루 위에 까는 것으로, 짚을 심으로 삼아 만든 돗자리와 같은 직사각형의 매트리스이다. 크기는 대개 약90cm×180cm의 장방형으로, 현재까지도 6疊(첩:じょう:다다미를 세는 단위), 8疊, 10疊, 12疊 등으로 방의 넓이를 다타미의 개수로 세는 경우가 많다.
한국에 온돌이 있다면 일본에는 다타미가 있다. 다타미는 일본 주거문화생활의 가장 큰 특징이자 우리와의 가장 큰 차이라고 할 수 있다.
일본이 다타미 문화가 된 것은 나름대로 이유가 있다. 그 이유로는 우선 다타미가 습기나 냉기 조절에 아주 뛰어나기 때문이다. 다타미는 습기가 많은 여름철이면 습기를 빨아들이고 겨울철에는 방바닥이 차가워지는 것을 막아준다. 여름에는 돗자리, 겨울에는 카펫의 역할을 해주는 것이다.
그런가 하면 무릎을 꿇고 앉는 것이 일반적인 일본인들의 생활 습관으로 볼 때도 다타미가 쿠션의 역할을 하면서 저리기 쉬운 다리를 보호해 주기도 한다. たたみ(다타미)는 유카라고 하는 나무로 된 바닥에 접을 수 있는 깔개를 깔았던 것에서 유래하며 접는다(たたむ)는 뜻에서 파생되었다.
도코노마(일본어: 床の間)
도코노마는 그림이나 꽃꽂이를 감상하기 위해 객실 다타미방에 설치되어 있고, 방바닥의 일부분을 한층 높여 만든 곳으로 벽에는 족자를 걸고, 바닥에 도자기나 꽃꽂이 등을 장식해 둔 공간을 말한다. 방바닥을 약간 높여 벽에 족자를 걸고, 그 앞에 화병이나 장식품을 올려 두었다.
기원을 살펴보면 무로마치 시대 일본의 전통 예술인 다도, 꽃꽂이, 노, 하이샤 등의 양식이 확립되던 시기로 거슬러 올라간다. 특히 다도에서는 도코노마를 손님을 맞이하는 곳으로 이용하면서 그 실내 장식도 엄밀히 제한하였다.
즉, 도코노마는 전통적인 분위기로 문학적인 의미를 지녀야만 했으며, 서로 관련되어 하나의 이야기로 이어지는 공간을 연출하고 성스러우며 상징적인 공간으로서의 의미를 강조했다.
후스마(일본어: ふすま)
나무로 만든 얼개 양쪽에 종이나 헝겊을 발라서 만든 것으로 실내를 몇 개의 방으로 나누도록 만든 미닫이문이다.

### 음식
샤부샤부(しゃぶしゃぶ)
냄비요리 중에서도 한국 사람에게 비교적 잘 알려진 음식이다. 얇게 썬 쇠고기와 적당한 크기로 썬 두부, 배추, 쑥갓, 파, 우엉, 다시마, 곤약 등을 전골 냄비의 끓는 물에 살짝 데치듯이 익혀 내어, 개인 접시에 담아 양념 소스에 적셔 먹는 음식이다. 명칭은 얇게 썬 고기를 국물에 넣을 때 첨벙첨벙(샤부샤부) 하는 소리가 들린다고 하여 붙여진 것이다.
스키야키(すき焼き)
농기구인 가래(すき)의 쇠 부분 위에다 고기를 구워먹었던 것이 스키야키의 어원이다. 얇게 썬 쇠고기와 적당한 크기로 썬 두부, 배추, 쑥갓, 파, 우엉, 다시마, 곤약 등을 철로 된 냄비에 넣고, 조미료, 설탕, 소금 등으로 조미하여 살짝 익힌 후에 날계란(간장을 가미하기도 함)을 푼 개인 접시에 덜어 뜨거울 때 먹는 음식이다. 우리나라의 전골과 비슷한 음식이다
낫토(納豆)
콩을 발효시켜 만든 끈적끈적한 가공식품으로 청국장과 비슷한 독특한 냄새를 풍긴다. 일본 사람들 사이에도 서쪽 지방에서는 즐겨 찾는 사람이 거의 없다. 보존 식품의 하나로 용기에 포장하여 판매하고 있으며 아침밥과 함께 먹는 일본의 대표적 전통 식품이다. 냄새가 나서 먹지 않는 사람도 많지만 최근에는 낫토 카레라이스, 낫토 스파게티, 낫토 계란말이, 낫토 스시 등 낫토를 이용한 요리가 많이 나오고 있다.

### 의상
일본 의상의 최초의 형태는 관두의로 목부분에 구멍이 있어 머리를 넣는 기모노(着物)였다. 후에 불편하다 하여 앞을 가로로 가르고 앞쪽으로도 입을 수 있도록 고안하였다. 그리고 옆선의 트인 부분은 맞물려 박고 소매를 붙이게 되었다.
현대 기모노의 기본형태는 발목까지 내려오는 길이에 소매는 길고 넓으며 목부분이 V자로 패여있고 단추나 끈이 없이 왼쪽 옷자락으로 오른쪽 옷자락을 덮어 허리에 오비를 둘러 묶는다. 목적에 따라 옷감의 종류, 모양, 색깔, 입는 법 등이 다르고 기혼 여성과 미혼 여성, 또 정식방문인지 가벼운 외출인지에 따라서도 옷모양이 달라진다.

## 일본의 소수민족
일본 내에서 생활하고, 일본 국적을 보유하면서도 일본 고유의 민족 의식과는 다른 민족적 자각이 있는 사람들이 있다. 현대 일본인의 절대다수를 차지하는 야마토 민족과는 다른 민족적 자각을 가지며 살고 있는 소수민족들이다. 이들은 1996년 이전까지는 일본에는 소수민족이 없다는 일본 정부의 방침 아래 그 존재를 공식적으로 인정받지 못했었으나, 이후 일본 정부가 소수민족의 존재를 인정하였다.

### 현존하는 민족
- 류큐 민족(琉球民族) - 류큐 열도의 민족.

- 아이누 민족(Ainu) - 홋카이도 지방 및 쿠릴 열도, 사할린섬, 캄차카반도의 민족, 2008년에 소수민족으로 인정받음.
- 윌타족(Uilta) - 홋카이도 지방 및 사할린섬, 쿠릴 열도의 민족.
- 니브흐족(Nivkh) - 홋카이도 지방 및 사할린섬, 쿠릴 열도, 하바롭스크 지방의 민족.
- 오로치족(Orochi) - 홋카이도 지방 및 사할린섬, 쿠릴 열도, 하바롭스크 지방, 프리모르스키 지방의 민족.
- 캄차달족(Kamchadal) - 홋카이도 지방 및 캄차카반도, 쿠릴 열도에 거주하는 민족.
- 타타르족, 바시키르족
- 구미계도민(欧米系島民) - 오가사와라 제도에 거주하는 민족.
- 대만 원주민(臺灣原住民) - 대만의 원주민으로 일부는 사키시마 지역에 거주한다.

### 소멸된 민족
- 구마소(熊襲) - 규슈 남부의 민족으로 현재는 야마토 민족과 동화되어 소멸되었다.
- 하야토(隼人) - 규슈 남부의 민족으로 현재는 야마토 민족과 동화되어 소멸되었다.
- 산가민족(山窩民族) - 현재는 소멸된 민족이다.

## 성씨와 이름
일본인의 성명은 성씨와 이름으로 구성된다. 일본 본토 거주인의 경우, 미들네임의 개념은 없다. 일본에는 성씨와 유사한 묘지(苗字/名字, みょうじ)의 개념이 있으며, 성(姓)과 씨(氏), 자(字) 등은 엄밀하게는 모두 별개의 개념이었으나 오늘날에는 그 엄격한 구분이 일반인에게는 사라졌다.
성과 이름을 함께 가리킬 때는 씨명(氏名)이라는 표현을 쓴다. 성이 먼저 이름이 나중인 순서는 한자문화권 국가에 공통적인데, 또한 성명을 한자로 표기하는 공통점도 가지고 있다. 반면, 일부는 표기에 한자를 쓰되 읽는 법은 일본 고유어로 읽는 등의 다른 국가들과 이질적인 특징도 존재한다. 정확한 수는 조사에 따라 다르나 그 수는 수백만 개를 넘는 것으로 추정된다.

## 거주 지역
거의 대부분이 일본 열도에 거주한다. 브라질과 미국에 각각 약 150만 명의, 가장 많은 해외 교민이 거주하며, 중국, 캐나다, 페루에도 10만 명 이상의 일본인이 거주한다.

### 
- 일본계 브라질인
- 일본계 미국인
- 일본계 러시아인
- 일본계 필리핀인
- 일본계 중국인
- 일본계 타이완인
- 일본계 한국인

## 같이 보기
- 일본 사람 목록
- 분류:민족별 일본 사람
- 일본계 외국인
- 류큐 민족
- 아이누족
- 야마토 민족
- 구미계도민
- 카나카족(영어판)
- 일본어
- 일본인론
- 일본의 문화
- 일본의 민족문제
- 동화 정책 일본이 일으킨 2차대전 중 식민지 통치를 수월케 하고자 식민지 토착문화 대신 자국 문화를 강제 전파한 정책
- 황민화 정책 대일본 제국의 지배지역에 있어서, 주권자인 천황에 충성을 요구한 교화 정책
- 일본인 묘지(일본어판)
- 일본국적 취득자(일본어판)
- 제442연대 전투단(영어판)
  - 김영옥 (군인)